# Ohbaea
Ohbaea là một chi thực vật có hoa trong họ Crassulaceae.